# Władcy Sumbawy

## Sułtani Bimy
Dynastia Dewa Dalam Bawa
- Sang Bima I (radża Bimy ok. 1200–1220)
- Indra Zamrud (ok. 1220–1250) [syn]
- Indra Bima (ok. 1250–1270) [syn]
- Sang Bima II (ok. 1270–1300) [syn]
- Sang Luka (ok. 1300–1330) [syn]
- Matra Indarwata (ok. 1330–1350) [syn]
- Matra Indratarati (maharadża ok. 1350–1370) [brat]
- Manggampo Jawa (ok. 1370–1400) [syn]
- Ratna Lila (ok. 1400–1410) [siostra]
- Zależność od Gowy 14??–15??
- Indra Kumala (ok. 1410–1420) [brat]
- Indra Luka (ok. 1420–1440) [syn Ratny Lily]
- Bima Indra Seri (ok. 1440–1460) [syn]
- Paju Longge (ok. 1460–1470) [syn]
- Indra Mbojo (ok. 1470–1480) [brat]
- Bilmana (ok. 1480–1490) [brat]
- Manggampo Donggo (ok. 1490–1500) [brat]
- Mambora Pili Tuta (ok. 1500–1520;) [syn]
- Zależność od Ternate 15??–1667
- Treli Nggampo I (ok. 1520–1530) [syn Bilmany]
- Ndapa (ok. 1530–1540) [syn Manggampo Donggi]
- Samara (ok. 1540–1545) [syn]
- Sarise (ok. 1545–1560) [brat]
- Mantau Adi Sawo (ok. 1560–1570) [brat]
- Manuru Sarei (ok. 1570–1575) [brat]
- Tureli Nggampo II (ok. 1575–1580)
- Mambora di Sapega (ok. 1580–1590) [syn Nadapy]
- Mantau Asi Peka (ok. 1590–1620) [brat]

Sułtani Bimy
- Abd al-Kahir (sułtan (ok. 1620–1640) [syn Mantau Adi Sawy]
- Ambela Abu’l-Chajr Siradż ad-Din (1640–1682) [syn]
- Nur ad-Din Abu Bakar Ali Szach (1682–1687) [syn]
- Dżamal ad-Din Szach (1687–1694) [syn]
- Hasan ad-Din Muhammad Ali Szach (1695–1731) [syn]
- Ala ad-Din Muhammad Szach (1731–1748) [syn]
- Kamalat Szach (1748–1751; usunięty, zmarł 1753) [syn]
- Śri Nawa Abd al-Kadim Muhammad Szach (1751–1773) [brat]
- Abd al-Hamid Muhammad Szach (1773–1817)
- Ismail Muhammad szach (1817–1854) [syn]
- Abd Allah Muhammad (1854–1868) [syn]
- Abd al-Aziz (1868–1881) [syn]
- Ibrahim (1881–1915) [brat]
- Protektorat holenderski 1886–1908
- Muhammad Salah ad-Din (1915–1951) [syn]
- Bima włączona do Indonezji 1950

## Sułtani Dompo
- Batara Dompo (król Dompo ok. 1343–1370) [syn Sang Bimy II, radży Bimy]
- Indra Dompo (ok. 1370–1390)
- Mambbora Bisju (ok. 1390–1400) [brat]
- Mamnora Blanda (ok. 1400–1420) [brat]
- Jang Punja Kuda (ok. 1420–1450) syn Mambbory]
- Jang Mati di Bima (ok. 1450–1500) [syn]
- Mawaa Latafu (ok. 1500–1550)
- Zależność od Ternate 15??–1667
- Mawaa Taho (ok. 1550–1580) [bratanek]
- Szams ad-Din I (ok. 1580–1620) [syn]
- Dżamal ad-Din (ok. 1620–1640) [syn]
- Siradż ad-Din I (ok. 1640–1667) [brat]
- Abd al-Hamid Ahmad (ok. 1667–1697) [syn]

Sułtani Dompo
- Bumisorowo (1697–1718; sułtan od 1701) [brat]
- Manambung (1718–1727) [syn]
- Szams ad-Din II Abd al-Jusuf (1727–1732; abdykował) [syn]
- Kamal ad-Din (1732; usunięty) [brat]
- Abd al-Kahar (regent 1732–1749) [wnuk Siradż ad-Dina I]
- Ahmad Ala ad-Din Dżahan Szach (1749–1765) [syn Bumisorowo]
- Abd al-Kadir (1765–1774) [brat]
- Abd ar-Rahman (1774–1787; usunięty) [syn]
- Abd al-Wahhab (1787–1793) [brat]
- Abd ar-Rahman (2-gie panowanie 1793–1798)
- Pabeto (1798) [syn]
- Abd Allah I (1798–1799; abdykował) [brat]
- Muhammad Zajn al-Abidin (1799–1805) [syn Pabeto]
- Muhammad Tadż al-Arifin I (1805–1809) [brat]
- Abd ar-Rasul (1809–1857) [brat]
- Muhammad Salah ad-Din (1857–1870) [syn]
- Abd Allah II (1870–1882) [syn]
- Muhammad Siradż ad-Din II (1882–1934; usunięty, zmarł 1937) [syn]
- Regencja 1934–1942
- Muhammad Tadż al-Arifin II (Siradż ad-Din III) (1947–1955; usunięty, zmarł 1962) [wnuk]

## Sułtani Sumbawy
- Mas Cini (władca Sumbawy 1648–1668)
- Mas Gowa (1668–1673; usunięty) [brat]
- Mas Bantan Datu Loka (1675–1701; usunięty, zmarł 1713) [bratanek]
- Harun ar-Raszid I (1701–1725; sułtan Sumbawy) [syn]
- Tua Datu Setelok (tylko radża 1725) [brat]
- Dżalal ad-Din I (1725–1731)
- Muhammad Kahhar ad-Din I (1731–1759) [wnuk Ma Bantana]
- Karaeng Bontoa (1759–1762) [córka Harun ar-Raszida I]
- Hasan ad-Din (1762–1763; usunięty), zmarł 1764)
- Muhammad Dżalal ad-Din II (1763–1766) [zięć Karaeng Bontoa]
- Mustafa (1766–1780; regencja 1766–1770) [syn]
- Harun ar-Raszid II (1780–1791)
- Safi ad-Din (1791–1795) [syn]
- Muhammad Kahhar ad-Din II (1795–1816) [syn Mustafy]
- Neneranga Mele Manjurang (regent 1816–1820/5)
- Mele Abd Allah (regent 1825–1836)
- Lalu Mesir (1837–1843) [syn Muhammada Kahhar ad-Dina II]
- Amr Allah (1843–1883) [brat]
- Muhammad Dżalal ad-Din III (1883–1931) [wnuk]
- Muhammad Kahhar ad-Din III (1931–1959; usunięty, zmarł 1975) [syn]

## Sułtani Papekatu
- Ince (sułtan Papekatu ok. 1675–1701)
- Abd acz-Czilih Mandar Szach Dżanili (ok. 1701–1707)
- Mangalla (1707–1719)
- Abd as-Said (1719–1735) [syn]
- Abd al-Burhan (1735–1739)
- Sado (1739-?) [wdowa]
- Abd al-Gafur (?–1755) [syn]
- Abd ar-Rahman (1755-po 1768) [syn Abd as-Saida]
- Abd al-Muhammad (1794–1815) [bratanek]
- Papekat zniszczony przez erupcję wulkanu Tambora 1815

## SułtaniTambory
- Bagus Ima (radża Kalongkongu ok. 1675-?)
- Dżamal ad-Din (sułtan Tambory ?–1687)
- Nizam ad-Din Abd al-Basir (1687–1697) [syn]
- Mamala Daeng Mamangon (1697–1716)
- Abd al-Aziz (1716–1726) [syn Dżamal ad-Dina]
- Abd ar-Rahman (1726–1748) [syn]
- Dżeneli Kadingding (1748; usunięty) [syn]
- Abd as-Said Dżahan Kamalasa (uzurpator 1748; usunięty) [wnuk Abd al-Aziza]
- Toreli Tambora (1748–1749) [zięć Abd al-Aziza]
- Abd as-Said Dżahan Kamalasa (2-gie panowanie 1749–1771)
- Tahmid Allah Hidaja Tun Minalla (1771–1773)
- Abd ar-Raszid Tadż al-Arifin (1773–1800)
- Muhammad Tadż al-Masahur (1800–1801)
- Abd al-Dżafar Daeng Mataram (1801–1815) [syn nieślubny Abd as-Said Dżahan Kamalasy]
- Tambora zniszczona przez erupcję wulkanu Tambora 1815

## Władcy Manyili
- Mandi (władca Manyili ok. 1699–1725)
- Tajuka (ok. 1725–1750) [syn]
- Lakar (ok. 1750-?)
- N.N.
- Umbu Mangku (ok. 1860–1890)
- Umbu Dena Lukamara (ok. 1890–1901)
- Umbu Hina Hunggawali (1901–1911)
- Umbu Tunggu Eta (1911–1912/6) [bratanek]

## Władcy Sanggaru
- Hasan ad-Din (radża Sanggaru ok. 1700–1704)
- Daeng Ngaseng (1704–1708)
- N.N. (1708-?) [syn Hasana ad-Dina]
- Abd as-Salih (?–1740) [syn Ngasenga]
- Abd al-Muhammad Daeng Manaba (1740-?) [brat]
- Muhammad Szach Dżahan (?–1781)
- Datu Daeng Madendżung (1781–1783) [syn]
- Adam Safi Allah (1783–1790) [syn]
- Muhammad Sulajman (1790–1805) [stryj]
- Ismail Halil ad-Dajan (1805-?) [brat]
- La Lisa Daeng Dżaie (?–1836)
- Daeng Malabba (1836–1845) [brat]
- Manga Daeng Manasse (1845–1869; regencja 1845-po 1850) [syn La Lisy]
- La Kamena Daeng Andżong Szams ad-Din Karaeng (1869–1900) [brat]
- Abdullah Szams ad-Din Daeng Manggalai (1900–1926) [syn]
- Holenderskie Indie Wschodnie podbijają Sanggar 1926

## Władcy Melolo
- Umbu Siwa Tanangunju (władca Melolo ok. 1730–1750)
- Gallang (ok. 1750-?)
- Umbu Hia Hamatake I (ok. 1800–1820)
- Umbu Nggala Lili (ok. 1820–1840) [syn]
- Umbu Nggaba Haumara I (ok. 1840–1866) [brat]
- Umbu Tanggu Rami (ok. 1866–1892) [brat]
- Ama Luji Dimu (ok. 1892)
- Umbu Hia Hamatake II (1893–1930; abdykował) [syn Haumary I]
- Umbu Hina Dżanggakudu (1930–1946) [bratanek]
- Umbu Nggaba Haumara II (1946–1959) [syn Hamatake II]
- Umbu Windi Tamangunju (1959–1962; usunięty, zmarł 1985) [syn]

## Władcy Kapunduku
- Juku Awang (władca Kapunduku 1749-?)
- Nieznani władcy(?) (przed 1800–1860)
- Umbu Panda Huki Landu Jama (przed 1870–1901)
- Umbu Tunggu Namu Paraing (1901–1904)
- Umbu Delu Dżara Belu (1906–1914)
- Umbu Nai Taku (1914–1927) [wnuk Pandy Huki]
- Umbu Nai Haru (1927–1931;) [brat]
- Kapunduk zjednoczony z Kanatangiem 1931

## Władcy Lewy
- Pura (władca Lewy ok. 1750/6)
- Umbu Hina Hanggu Wali (ok. 1800–1830)
- Umbu Nggala Lili Kani Paraingu (ok. 1830–1850) [syn]
- Umbu Diki Kama Pira Ndawa I (ok. 1850–1874) [syn]
- Umbu Tunggu Maramba Namu Paraingu (1874–1891) [brat]
- Umbu Bidi Tau (1892–1917; regencja 1902–1913)
- Umbu Nggaba Hau Mara (1917–1924) [syn Maramby Namu]
- Umbu Rarameha (Diki Kama Pira Ndawa II) (1924–1940) [syn]
- Umbu Nggaba Hungu Rihi Eti (1940–1962; usunięty)

## Władcy Tabundungu
- Umbu Kaputing (władca Tabundungu ok. 1830–1850)
- Umbu Hunga (ok. 1850–1880) [syn]
- Umbu Manja Mehang (ok. 1880–1900) [syn]
- Umbu Tunggu Namu Paraing (1900–1917; władca Kapunduku) [syn]
- Umbu Dai Litiata (1917–1931; usunięty) [syn]
- Umbu Hunga Wohangara (regent 1931–1932; władca 1932–1956) [brat]
- Umbu Mandża Mehangu (1956–1962) [bratanek]

## Władca Mamboru
- Umbu Nombu (władca Mamboru ok. 1845-?)
- Umbu Ndala Sombangu (przed 1863-po 1870) [kuzyn]
- Umbu Laki Mbali (przed 1880–1898) [syn]
- Umbu Pompu Saramani (1898–1915; abdykował)
- Umbu Karai (1916–1929) [wnuk Nombu]
- Umbu Mahama (1929–1932) [syn Pompu Saramaniego]
- Umbu Dondu (1932–1933) [brat]
- Umbu Tunggu Mbili (1934–1962)

## Władcy Kanatangu
- Umbu Nggaba Hambangu Mbani (władca Kanatangu 1848–1891)
- Umbu Maramba Kambaru Windi Marumata (1892–1897) [syn]
- Umbu Gala Lili (1898–1913) [syn]
- Umbu Nai Haru (1913–1946; władca Kapunduku) [bratanek Maramby]
- Umbu Janggatera (1946–1959) [bratanek]
- Umbu Kadambungu Nggedingu (1959–1962) [brat]

## Władcy Napu
- Umbu Kambara Windi (władca Napu przed 1860–1870)
- Umbu Dai Kudu (po 1870) [syn]
- Umbu Renggi Taai (?–1892) [brat]
- Umbu Timba Nduka Laki Mora (1892–1910) [syn]
- Umbu Rawa (1910–1914) [brat]
- Umbu Landu Kura (1914–1927) [brat]
- Umbu Rada (1927–1928) [bratanek]
- Napu włączony do Kanatangu 1928

## Władcy Laory
- Umbu Lele Kandi (władca Laory 1862–1901)
- Rato Lende Nggolo Ghola I (1901–1909)
- Mbulu Danggargara (1911–1928; abdykował) [syn]
- Timoteus Tako Geli (1928–1932) [bratanek]
- Rua Kaka (regent 1932–1947)
- Lende Nggolo Ghola II (1947–1961)

## Władcy Umbu Ratu Nggai
- Umbu Bili (władca Umbu Ratu Nggai przed 1880)
- Umbu Siwa Sambawali I (przed 1900–1932) [syn]
- Umbu Mbili Nggemunasu (1932–1935) [syn]
- Umbu Sakala Maramba Jawa (1935–1949) [brat]
- Umbu Siwa Sambawali II (1949–1962) [syn Mbili Nggemunasu]

## Władcy Waijelu
- Umbu Nggaba Kalai (władca Waijelu 1892–1898)
- Umbu Tanga Teulu Ata Kawau (1899–1927) [kuzyn]
- Umbu Tanga Teulu Jawa Pangu (1927–1932; abdykował) [syn Kalai]
- Umbu Yiwa Ngganja (1932–1942) [brat]
- Umbu Kambaru Windi (1948–1962) [syn Aty Kawau]

## Władcy Rendihu
- Umbu Hina Marumata (władca Rendihu 1893–1918)
- Umbu Lili Kani Paraing (1918–1932; abdykował) [syn]
- Umbu Hapu Hamba Ndina (1932–1960) [syn]

## Władcy Anakalangu
- Umbu Dongu Ubini Mesa (władca Anakalangu ok. 1909–1913)
- Umbu Ngailu Dodi (1913–1927) [syn]
- Umbu Sapi Pateduku (1927–1953) [brat]
- Umbu Remu Samapati (1953–1962) [syn]

## Władcy Kodi
- Rato Loge Kandua (władca Kodi 1909–1911; usunięty, zmarł 1911)
- Dera Wula (1912–1943) [syn]
- Hermanus Rangga Horo (1943–1962; usunięty, zmarł 1987)

## Władcy Massu-Karera
- Umbu Ndawa Hawulu (władca Massu-Karera 1909–1932)
- Umbu Nengi Landumeha (1932–1954) [syn]
- Umbu Hina Pekambani (1954–1962) [syn]